# Cladura telephallus
Cladura telephallus är en tvåvingeart som beskrevs av Alexander 1955. Cladura telephallus ingår i släktet Cladura och familjen småharkrankar. Inga underarter finns listade i Catalogue of Life.